# Sriti Jha
Vous pouvez aider à l'améliorer ou bien discuter des problèmes sur sa page de discussion.
- Il ne cite pas suffisamment ses sources. Vous pouvez indiquer les passages à sourcer avec {{référence nécessaire}} ou {{Référence souhaitée}}, et inclure les références utiles en les liant aux notes de bas de page. (Marqué depuis avril 2024)
- Certaines informations devraient être mieux reliées aux sources mentionnées dans la bibliographie ou les liens externes. Améliorez sa vérifiabilité en les associant par des références. (Marqué depuis avril 2024)
- Son texte doit être wikifié : il ne correspond pas à la mise en forme Wikipédia (style, typographie, liens internes, liens entre les wikis, etc.). (Marqué depuis avril 2024)
- Sa typographie ne respecte pas les conventions de Wikipédia. Vous pouvez solliciter de l’aide de l’Atelier typographique. (Marqué depuis février 2025)

- Archive Wikiwix
- Bing
- Cairn
- DuckDuckGo
- E. Universalis
- Gallica
- Google
- G. Books
- G. News
- G. Scholar
- Persée
- Qwant
- (zh) Baidu
- (ru) Yandex
- (wd) trouver des œuvres sur Wikidata

Sriti Jha  est une actrice de télévision indienne connue pour son interprétation de Pragya Arora dans la série Les Changements du destin et ses spin offs.

## Biographie
Sriti Jha est née le 26 février 1986 à Begusarai , dans le Bihar. Elle a une sœur aînée et un petit frère.
Avant de devenir actrice, elle a étudié au Sri Venkateswara College de New Delhi où elle obtient son diplôme d'anglais. Jusque-là méconnue du grand public, c'est en embrassant son nouveau métier qu'elle finit par s'établir parmi les actrices les plus importantes et les mieux payées de la télévision hindi.
En plus de sa carrière, Jha poète et comédienne de théâtre. En janvier 2021, son poème, « Confessions d'une romantique asexuelle », lors du Kommune India Spoken Fest 2020, a reçu une vive reaction du public, croyant à tort qu'elle abordait sa propre sexualité. Mais il n'en demeure pas moins que jusqu'à ce jour elle soit toujours célibataire.

## Carrière
Sriti a fait ses débuts dans la série Disney pour adolescents Dhoom Machaoo Dhoom en 2007. Les deux années qui ont suivi elle enchaîne deux rôles principaux aux côtés de Saurabh Pandey, dans deux séries diffdrentes (Jiya Jale et Shaurya & Suhani.).
À partir des années 2010, elle commence à jouer des rôles majeures à la télévision. Le plus souvent, elle incarne ceux d'une héroïne vivant une vie malheureuse soit à cause de ses défauts soit à cause d'une forme de maltraitance à son égard. C'est le cas notamment du feuilleton Rakht Sambandh où étant malvoyante, elle subit des abus de sa belle-famille ou de Saubhagyavati Bhava où son personnage est victime de violence conjugale par son mari.
Après avoir décroché un petit rôle dans la très longue série de Bhalika Vadhu, en 2014 elle est choisie pour incarner Pragya Arora dans Les Changements du destin. Elle tiendra ce rôle durant sept ans, avant de prendre la décision de quitter la série avec sa co-star, Shabir Alhuwalia. Après une petite pause, marqué malgré tout par quelques apparitions dans des émissions télévisés, elle revient quelques années après dans un nouveau rôle principal, celui d'Amruta Chitnis dans Kaise Mujhe Tum Mil Gaye.

## Filmographie
| Année     | Titre                                           | Rôle                           | Notes           | Ref.  |
| --------- | ----------------------------------------------- | ------------------------------ | --------------- | ----- |
| 2007–2008 | Dhoom Machaao Dhoom                             | Malini Sharma                  | Rôle secondaire |       |
| 2008      | Jiya Jale                                       | Sunaina Kotak                  | Rôle principale |       |
| 2008      | Kaho Na Yaar Hai                                | Concurrente                    |                 |       |
| 2009      | Shaurya Aur Suhani                              | Princesse Suhani               | Rôle principale | [ 1 ] |
| 2009–2010 | Jyoti (Série télévisée)                         | Sudha "Devika" Sharma Vashisht | Rôle secondaire |       |
| 2010      | Rakt Sambandh                                   | Sandhya Savratkar Pradhan      | Rôle principal  |       |
| 2010      | Nachle Ve with Saroj Khan                       | Concurrent                     |                 |       |
| 2010      | Meethi Choori No 1                              | Concurrent                     |                 |       |
| 2010      | Swayamvar (TV series)                           | Elle-même                      |                 |       |
| 2011–2013 | Dil Se Di Dua... Saubhagyavati Bhava ?          | Jhanvi Dobriyal / Sia Singh    | Rôle principal  | [ 2 ] |
| 2013      | Balika Vadhu                                    | Ganga Singh                    | Rôle secondaire |       |
| 2014–2021 | Les Changements du destin                       | Pragya Arora Mehra             | Rôle principale | [ 3 ] |
| 2015      | Nach Baliye 7                                   | Elle-même                      | Invitée         |       |
| 2015      | Bad Company                                     | Elle-même                      |                 |       |
| 2016      | Naagin 2                                        | Voix off                       |                 |       |
| 2016      | Women Empowerment Awards                        | Host                           |                 |       |
| 2021      | Darmiyaan                                       | Sakshi Deewan                  |                 |       |
| 2022      | Fear Factor: Khatron Ke Khiladi 12              | Concurrente                    | 10e place       | [ 4 ] |
| 2022      | Jhalak Dikhhla Jaa 10                           | Concurrente                    | 4e place        | [ 5 ] |
| 2023      | Saubhagyavati Bhava: * Niyam Aur Shartein Laagu | Jhanvi / Sia                   | Invitée         | [ 6 ] |
| 2023–2025 | Kaise Mujhe Tum Mil Gaye                        | Amruta "Ammu" Chitnis Ahuja    | Rôle principale | [ 7 ] |